# Баро, Жорж
Жорж Баро (фр. Georges Marie Valentin Bareau; 11 апреля 1866[…], Пэмбёф — 4 января 1931, Нант, метрополия Франции) — французский скульптор.

## Биография
Родился в 1866 году в Пэмбёфе в семье плотника. Учился на скульптора в Высшей школе изящных искусств Парижа, где его учителем был Габриэль Жюль Тома.
Начиная с 1889 года выставлял свои работы на Парижском салоне. В 1893 году получил бронзовую медаль Салона французских художников. В 1894 году работы Баро были награждены медалью на Всемирной, международной и колониальной выставке в Лионе, а в 1900 году — золотой медалью на Всемирной выставке в Париже.
В 1906 году Баро стал офицером ордена Почётного легиона.
За годы карьеры Баро создал значительное количество скульптур на различные сюжеты, а также памятников, установленных в различных городах.
Скончался в 1931 году в Нанте.

## Галерея
- «Видение поэта», скульптура в Париже
- Памятник путешественнику Жаку Картье в Сен-Мало (второй такой же памятник установлен в Квебеке)
- Памятник писателю Жюлю Верну в Нанте
- Памятник художнику Хосе Фраппа в Сент-Этьене
- Монумент павшим во Франко-прусской войне, Нант
- Мемориальная доска Жюлю Мишле в Нанте